# Saint-Momelin
Saint-Momelin (Sint-Momelijn/Sint-Momelingen en néerlandais, Oudmunster en flamand) est une commune française, située dans le département du Nord (59) en région Hauts-de-France.

## Géographie

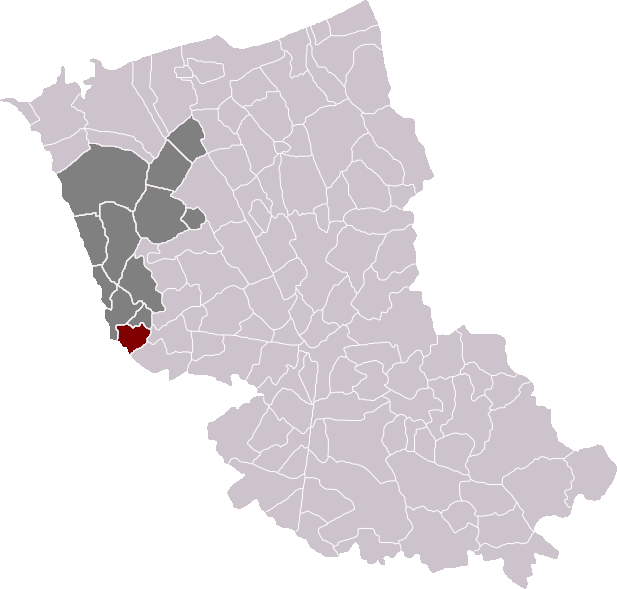
Saint-Momelin dans son canton et son arrondissement.

La commune est située dans le Marais audomarois.

### Communes limitrophes
| Watten                  |                            | Wulverdinghe |
|                         | Saint-Momelin              | Lederzeele   |
| Serques (Pas-de-Calais) | Saint-Omer (Pas-de-Calais) | Nieurlet     |

### Hydrographie

#### Réseau hydrographique
La commune est située dans le bassin Artois-Picardie. Elle est drainée par l'Aa canalisée, la Moerelak, la rivière du Ham, la Ferme de la rivière du Ham, la Ferme du Ham et divers autres petits cours d'eau,.
L'Aa est un fleuve côtier Aa canalisée, d'une longueur de 89 km, prend sa source dans la commune d'Arques et se jette  dans la mer du Nord· à Gravelines. La section traversant la commune est canalisée. 

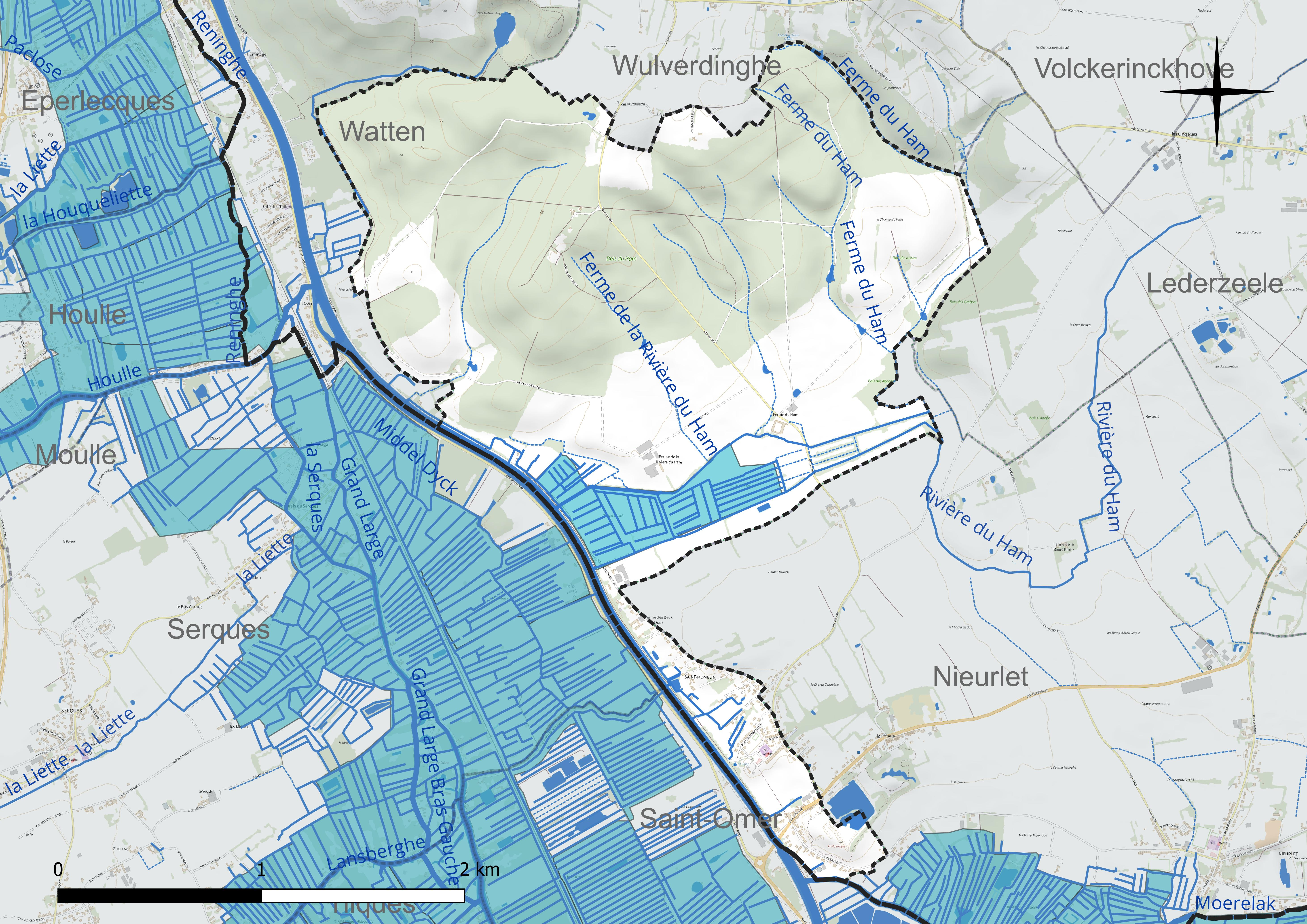
Réseau hydrographique de Saint-Momelin.

#### Gestion et qualité des eaux
Le territoire communal est couvert par le schéma d'aménagement et de gestion des eaux (SAGE) « Audomarois ». Ce document de planification concerne un territoire de 662 km2 de superficie, délimité par le bassin versant de l'Aa et sa zone d'étalement : le marais audomarois. Le périmètre a été arrêté le 4 février 1994 et le SAGE proprement dit a été approuvé le 31 mars 2005, puis révisé le 15 janvier 2013, puis le 21 novembre 2021. La structure porteuse de l'élaboration et de la mise en œuvre est le syndicat mixte pour l'aménagement et la gestion des eaux de l'Aa (SmageAa). 
La qualité des cours d'eau peut être consultée sur un site spécial géré par les agences de l'eau et l'Agence française pour la biodiversité. 

### Climat
Pour des articles plus généraux, voir Climat des Hauts-de-France et Climat du Nord.
En 2010, le climat de la commune est de type climat océanique franc, selon une étude du CNRS s'appuyant sur une série de données couvrant la période 1971-2000. En 2020, Météo-France publie une typologie des climats de la France métropolitaine dans laquelle la commune est exposée à un climat océanique et est dans la région climatique  Côtes de la Manche orientale, caractérisée par un faible ensoleillement (1 550 h/an) ; forte humidité de l'air (plus de 20 h/jour avec humidité relative > 80 % en hiver), vents forts fréquents. 
Pour la période 1971-2000, la température annuelle moyenne est de 10,5 °C, avec une amplitude thermique annuelle de 13,8 °C. Le cumul annuel moyen de précipitations est de 827 mm, avec 13 jours de précipitations en janvier et 7,9 jours en juillet. Pour la période 1991-2020, la température moyenne annuelle observée sur la station météorologique la plus proche, située sur la commune de Watten à 5 km à vol d'oiseau, est de 11,3 °C et le cumul annuel moyen de précipitations est de 822,8 mm,. Pour l'avenir, les paramètres climatiques de la commune estimés pour 2050 selon différents scénarios d'émission de gaz à effet de serre sont consultables sur un site spécial publié par Météo-France en novembre 2022.
| Mois                                  | jan.             | fév.           | mars           | avril           | mai             | juin           | jui.           | août           | sep.           | oct.            | nov.            | déc.             | année      |
| ------------------------------------- | ---------------- | -------------- | -------------- | --------------- | --------------- | -------------- | -------------- | -------------- | -------------- | --------------- | --------------- | ---------------- | ---------- |
| Température minimale moyenne (°C)     | 2                | 2              | 3,5            | 5,1             | 8,3             | 11,2           | 13,4           | 13,4           | 10,8           | 8,1             | 5               | 2,6              | 7,1        |
| Température moyenne (°C)              | 4,8              | 5,3            | 7,6            | 10,3            | 13,5            | 16,3           | 18,5           | 18,6           | 15,7           | 12,1            | 8,1             | 5,2              | 11,3       |
| Température maximale moyenne (°C)     | 7,6              | 8,5            | 11,7           | 15,5            | 18,6            | 21,3           | 23,7           | 23,8           | 20,7           | 16,1            | 11,1            | 7,9              | 15,5       |
| Record de froid (°C) date du record   | −19,3 14.01.1982 | −14,6 11.02.12 | −11 07.03.1971 | −4,6 02.04.1996 | −1,4 03.05.1981 | 1,1 02.06.1991 | 4,5 01.07.1984 | 4,7 28.08.1978 | 1,3 22.09.1997 | −6,8 29.10.1997 | −9,6 30.11.1978 | −13,8 29.12.1996 | −19,3 1982 |
| Record de chaleur (°C) date du record | 16,1 01.01.22    | 20 24.02.21    | 25,9 31.03.21  | 28,9 19.04.18   | 32,8 27.05.05   | 35,8 21.06.17  | 41,9 25.07.19  | 37 10.08.03    | 33,6 05.09.13  | 29,9 01.10.11   | 20,3 07.11.15   | 16,4 19.12.15    | 41,9 2019  |
| Précipitations (mm)                   | 69,5             | 57,8           | 50             | 43,9            | 56,4            | 58,8           | 67             | 72,9           | 71,9           | 83,9            | 97,3            | 93,4             | 822,8      |

## Urbanisme

### Typologie
Au 1er janvier 2024, Saint-Momelin est catégorisée commune rurale à habitat dispersé, selon la nouvelle grille communale de densité à sept niveaux définie par l'Insee en 2022.
Elle est située hors unité urbaine. Par ailleurs la commune fait partie de l'aire d'attraction de Saint-Omer, dont elle est une commune de la couronne,. Cette aire, qui regroupe 79 communes, est catégorisée dans les aires de 50 000 à moins de 200 000 habitants,.

### Occupation des sols
L'occupation des sols de la commune, telle qu'elle ressort de la base de données européenne d'occupation biophysique des sols Corine Land Cover (CLC), est marquée par l'importance des forêts et milieux semi-naturels (51,9 % en 2018), une proportion identique à celle de 1990 (51,9 %). La répartition détaillée en 2018 est la suivante : 
forêts (51,9 %), terres arables (40,3 %), zones urbanisées (4,1 %), zones agricoles hétérogènes (2,3 %), prairies (1,4 %). L'évolution de l'occupation des sols de la commune et de ses infrastructures peut être observée sur les différentes représentations cartographiques du territoire : la carte de Cassini (XVIIIe siècle), la carte d'état-major (1820-1866) et les cartes ou photos aériennes de l'IGN pour la période actuelle (1950 à aujourd'hui).

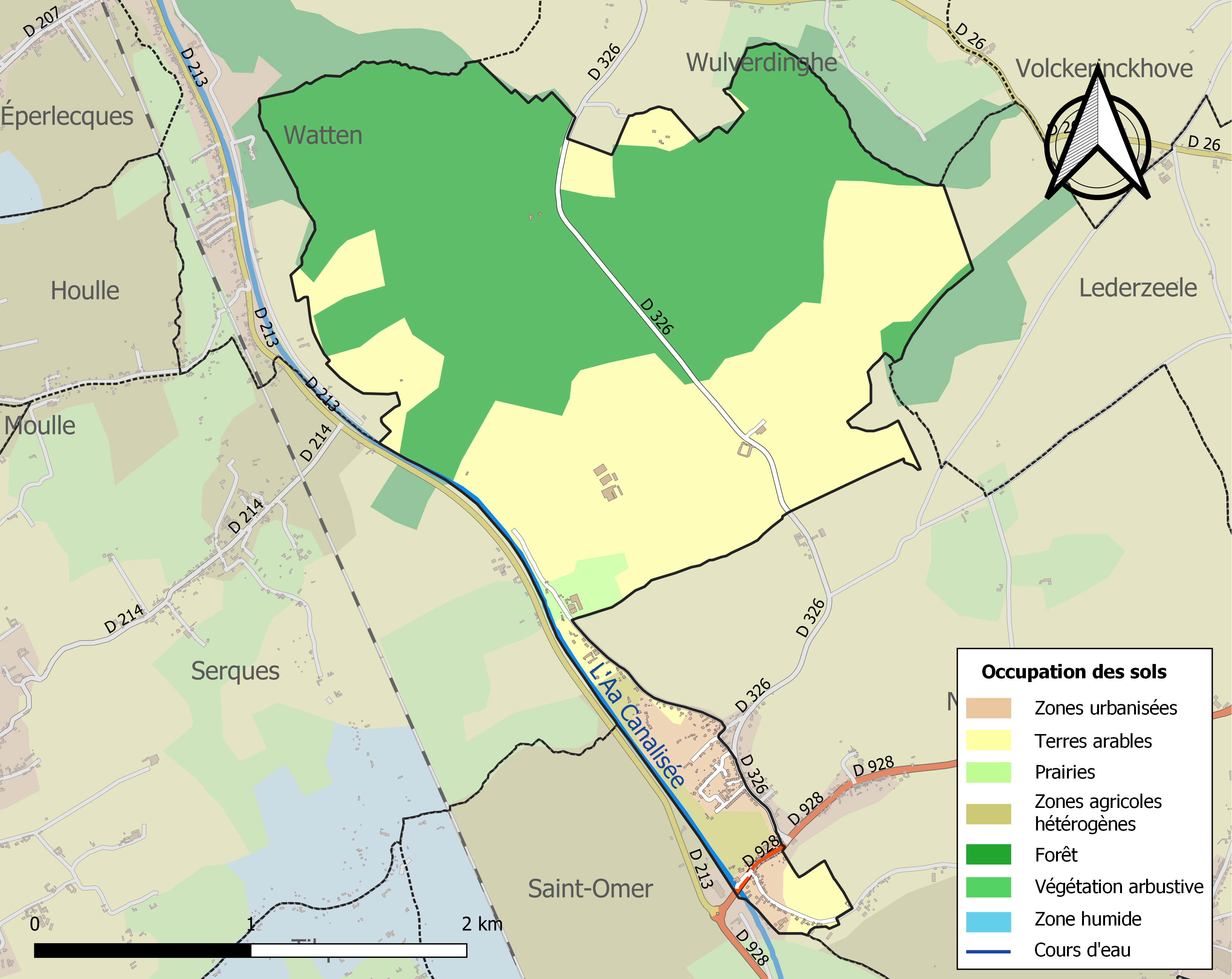
Carte des infrastructures et de l'occupation des sols de la commune en 2018 (CLC).

## Histoire
Le nom de la commune provient d'un saint du 7e siècle qui vécut dans le vieux monastère établi sur la commune à l'emplacement de l'église actuelle : saint Momelin, évêque de Noyon et Tournai. Adroald, seigneur de Sithiu (aujourd'hui la ville de Saint-Omer), autorisa les religieux à créer un monastère sur ses terres. Saint Bertin y passa aussi avant d'aller fonder à Saint-Omer une abbaye du même nom. Des bienheureux martyrs, Nere et Achille, reposèrent tout un temps sur le territoire de la commune.
Les religieux du monastère de Saint-Momelin finirent par partir vers l'abbaye de Saint-Bertin, d'où le nom donné parfois au village : « Vetus monasterium » ou « Oudemonstre », Vieux Moutier, vieux monastère, et parfois ermitage.
En mai 1181, Simon II, abbé de Saint-Bertin, fait transporter du « vieux-moustier » les saints ossements des bienheureux martyrs Nere et Achille, vers l'abbaye.
Avant la Révolution française, la paroisse était incluse dans le diocèse de Thérouanne, puis à la disparition de celui-ci dans le diocèse de Saint-Omer.
Pendant la Révolution, en 1791, le curé de Saint-Momelin Vantroyen, ayant prêté le serment de fidélité à la constitution, (église constitutionnelle), fait partie de la « Société des Amis de la Constitution », société patriotique réunissant les partisans de la Révolution, de Watten.

## Héraldique
|  | Les armes de Saint-Momelin se blasonnent ainsi : "De gueules à une escarboucle pommetée et fleurdelisée d'or, la branche du milieu terminée en chef par une crosse du même ; à la bordure componée d'argent et de sable." |

## Politique et administration
Maire en 1802-1803 : P. Portenaert.
Maire en 1807 : Castier.
Maire en 1854 : Mr Castier.
Maire en 1883 et de 1887 à 1900 : Alex. Castier.
Maire de 1900 à 1914 : Baron du Teil, rentier.
Maire de 1922 à 1925 : Charles Ryckelynck.
Maire de 1925 à 1937 : Rémi Deram.
Maire de 1937 à 1965 : Daniel Ryckelynck.
Maire de 1965 à 1995 : Mr Marcel Spaës

Maire de 1995 à mai 2020 : Mr Jean-Pierre Baudens
| Période                                  | Période  | Identité            | Étiquette | Qualité |
| ---------------------------------------- | -------- | ------------------- | --------- | ------- |
| mai 2020                                 | en cours | Marie-Noëlle MACREL |           |         |
| Les données manquantes sont à compléter. |          |                     |           |         |

## Population et société

### Démographie

#### Évolution démographique
L'évolution du nombre d'habitants est connue à travers les recensements de la population effectués dans la commune depuis 1793. Pour les communes de moins de 10 000 habitants, une enquête de recensement portant sur toute la population est réalisée tous les cinq ans, les populations de référence des années intermédiaires étant quant à elles estimées par interpolation ou extrapolation. Pour la commune, le premier recensement exhaustif entrant dans le cadre du nouveau dispositif a été réalisé en 2004.

En 2022, la commune comptait 420 habitants, en évolution de −12,5 % par rapport à 2016 (Nord : +0,51 %, France hors Mayotte : +2,11 %).
| 1793 | 1800 | 1806 | 1821 | 1831 | 1836 | 1841 | 1846 | 1851 |
| ---- | ---- | ---- | ---- | ---- | ---- | ---- | ---- | ---- |
| 148  | 173  | 170  | 251  | 227  | 283  | 270  | 267  | 287  |

| 1856 | 1861 | 1866 | 1872 | 1876 | 1881 | 1886 | 1891 | 1896 |
| ---- | ---- | ---- | ---- | ---- | ---- | ---- | ---- | ---- |
| 274  | 340  | 448  | 443  | 444  | 304  | 312  | 307  | 299  |

| 1901 | 1906 | 1911 | 1921 | 1926 | 1931 | 1936 | 1946 | 1954 |
| ---- | ---- | ---- | ---- | ---- | ---- | ---- | ---- | ---- |
| 340  | 347  | 332  | 299  | 315  | 301  | 270  | 336  | 343  |

| 1962 | 1968 | 1975 | 1982 | 1990 | 1999 | 2004 | 2006 | 2009 |
| ---- | ---- | ---- | ---- | ---- | ---- | ---- | ---- | ---- |
| 317  | 319  | 335  | 384  | 389  | 394  | 359  | 339  | 402  |

| 2014 | 2019 | 2022 | - | - | - | - | - | - |
| ---- | ---- | ---- | - | - | - | - | - | - |
| 465  | 425  | 420  | - | - | - | - | - | - |

#### Pyramide des âges
La population de la commune est relativement jeune.
En 2018, le taux de personnes d'un âge inférieur à 30 ans s'élève à 36,2 %, soit en dessous de la moyenne départementale (39,5 %). À l'inverse, le taux de personnes d'âge supérieur à 60 ans est de 24,8 % la même année, alors qu'il est de 22,5 % au niveau départemental.
En 2018, la commune comptait 230 hommes pour 213 femmes, soit un taux de 51,92 % d'hommes, largement supérieur au taux départemental (48,23 %).
Les pyramides des âges de la commune et du département s'établissent comme suit.
| Hommes | Classe d’âge | Femmes |
| ------ | ------------ | ------ |
| 0,5    | 90 ou +      | 1,0    |
| 5,0    | 75-89 ans    | 6,4    |
| 18,6   | 60-74 ans    | 18,1   |
| 21,7   | 45-59 ans    | 21,6   |
| 16,7   | 30-44 ans    | 18,1   |
| 16,3   | 15-29 ans    | 19,1   |
| 21,3   | 0-14 ans     | 15,7   |

| Hommes | Classe d’âge | Femmes |
| ------ | ------------ | ------ |
| 0,5    | 90 ou +      | 1,4    |
| 5,3    | 75-89 ans    | 8,1    |
| 14,8   | 60-74 ans    | 16,2   |
| 19,1   | 45-59 ans    | 18,4   |
| 19,5   | 30-44 ans    | 18,7   |
| 20,7   | 15-29 ans    | 19,1   |
| 20,2   | 0-14 ans     | 18     |

## Patrimoine
L'église Saint-Momelin L'église fondée en 640 a été rebâtie en 1327 puis détruite par les Français en 1497. En 1519 une nouvelle église dédiée à saint Momelin fut consacrée par l'abbé de Saint-Bertin, et a été en partie reconstruite en 1685 et 1814. À l'intérieur on y trouve une chasse en argent de saint Momelin datant du XVIe siècle, contenant le crâne du saint. L'adoration des Mages est un des tableaux de l'église. Le baron du Teil y est enterré.
Les anciens forts En 1638 pendant le siège de Saint-Omer, les forts de Saint-Momelin et du Bac furent pris et repris par les Français et les Espagnols. L'église fut détruite par un tir de l'artillerie du comte Piccolomini. En 1647 le maréchal de Gassion s'empara du poste de Saint-Momelin, et les habitants souffrirent du siège de 1677.
Le pont En 1781 le bac fut supprimé et remplacé par un pont entre Flandre et Artois. En 1799 il fut réparé ainsi qu'en 1830. C'était un pont à quatre arches de pierre.
Argilière de l'Aa L'argilière de l'Aa est un site naturel du département du Nord, qui servait à produire des briques. De nos jours la faune et la flore ont repris possession des lieux, avec de nombreuses orchidées et des oiseaux d'eau. L'ancienne carrière d'argile, devenue propriété du département du Nord, servait à produire des briques. La faune et la flore ont repris possession des lieux : Gesse de Nissole, nombreuses orchidées, et oiseaux d'eau (Butor étoilé).
L'ancienne gare de Saint-Momelin.

## Personnalités liées à la commune
Mommelin de Noyon évêque de Noyon, est un saint du VIIe siècle essentiellement connu en région picarde. Mommelin fut moine de Luxeuil. Il établit des fondations de Saint-Omer et de l'Abbaye de Sithiu. En 660, il devint évêque de Noyon et fonda l'Abbaye de Saint-Quentin-en-l'Isle.
C'est un saint chrétien fêté le 16 octobre.

## Galerie

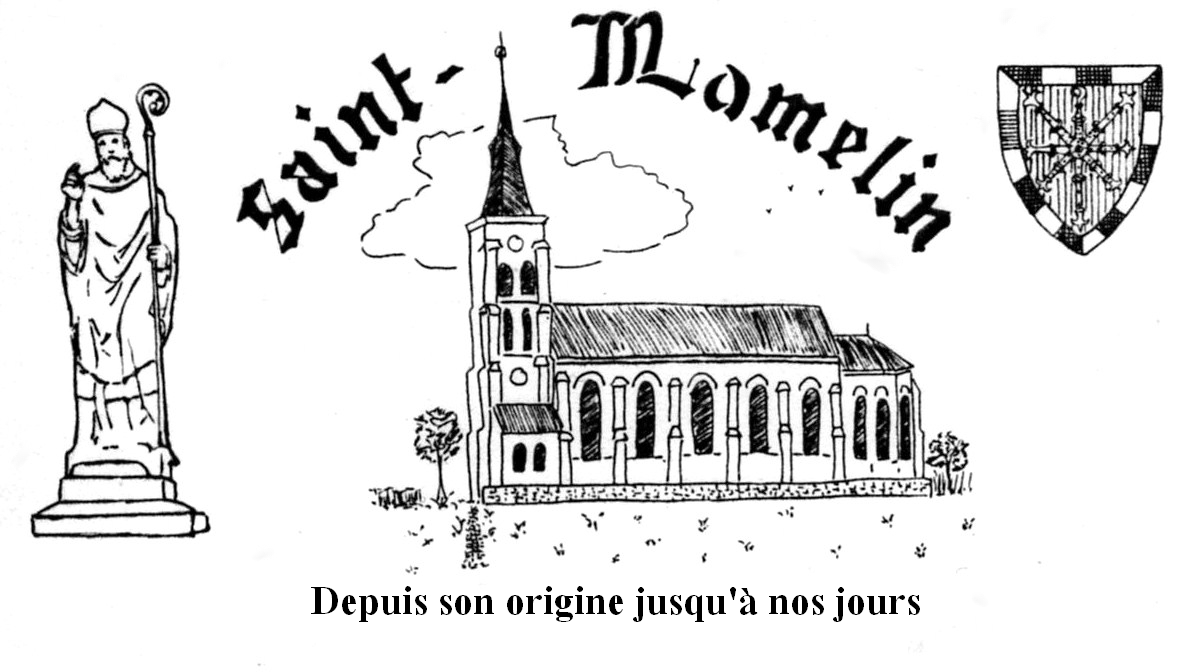
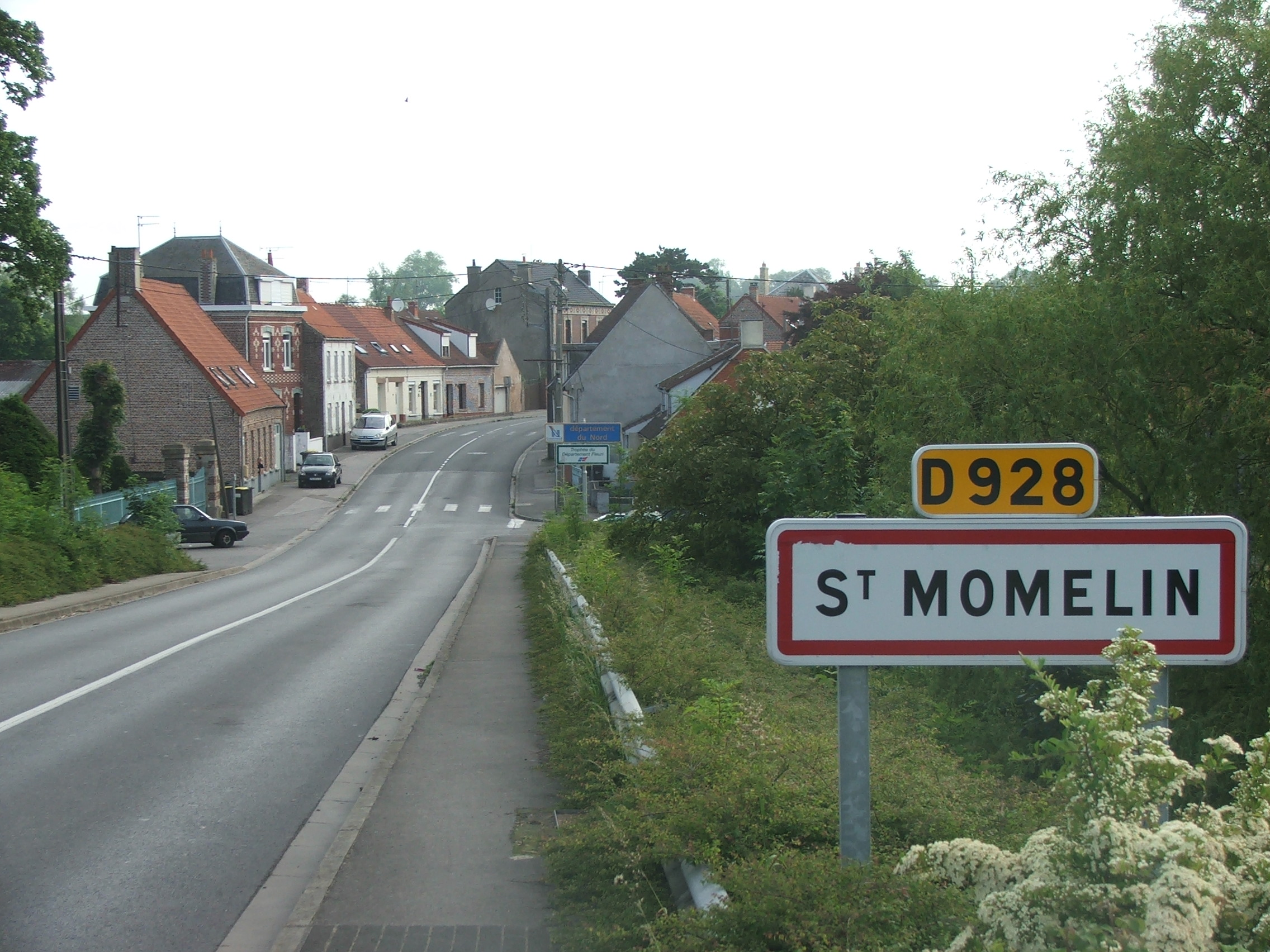
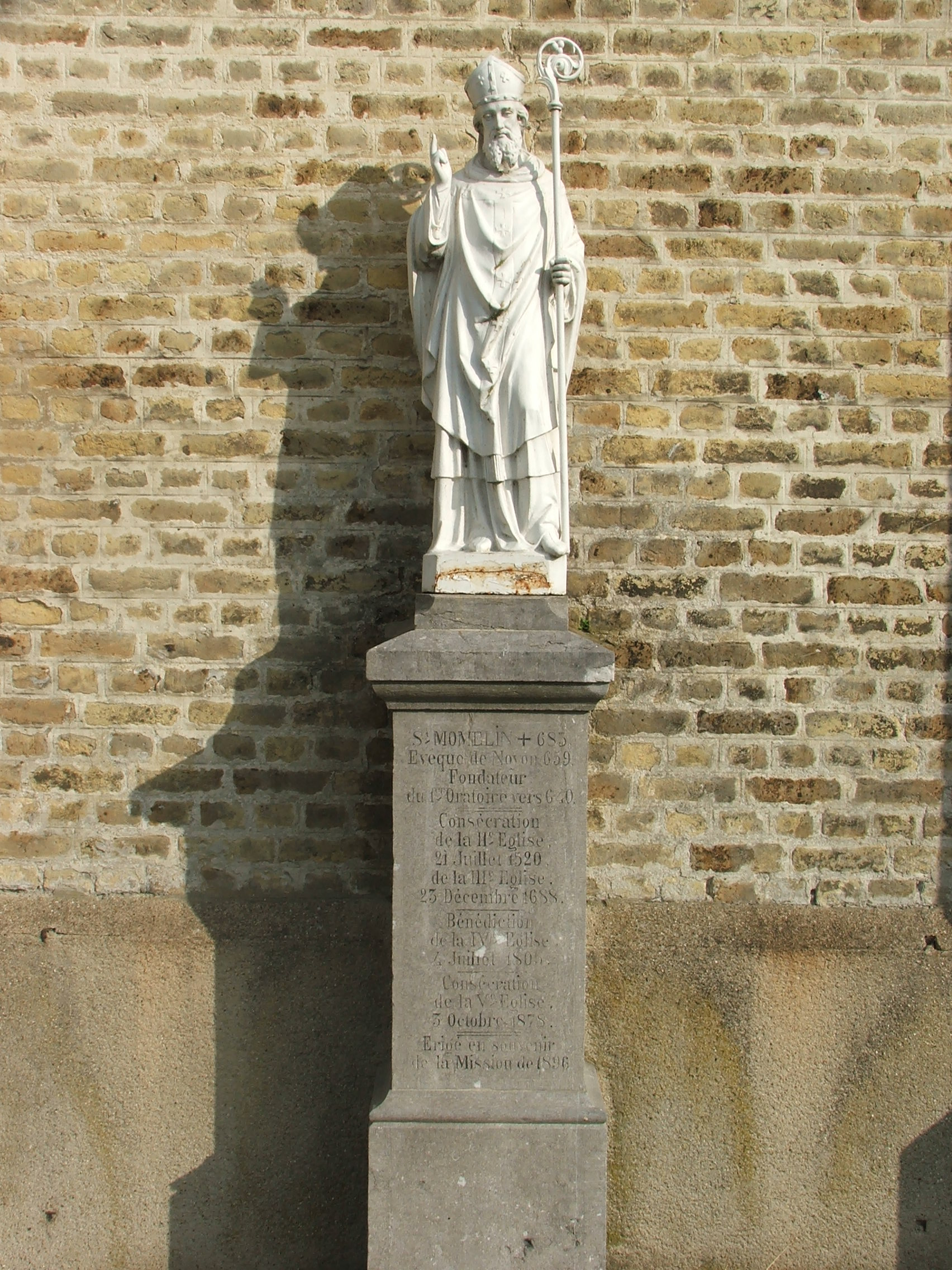
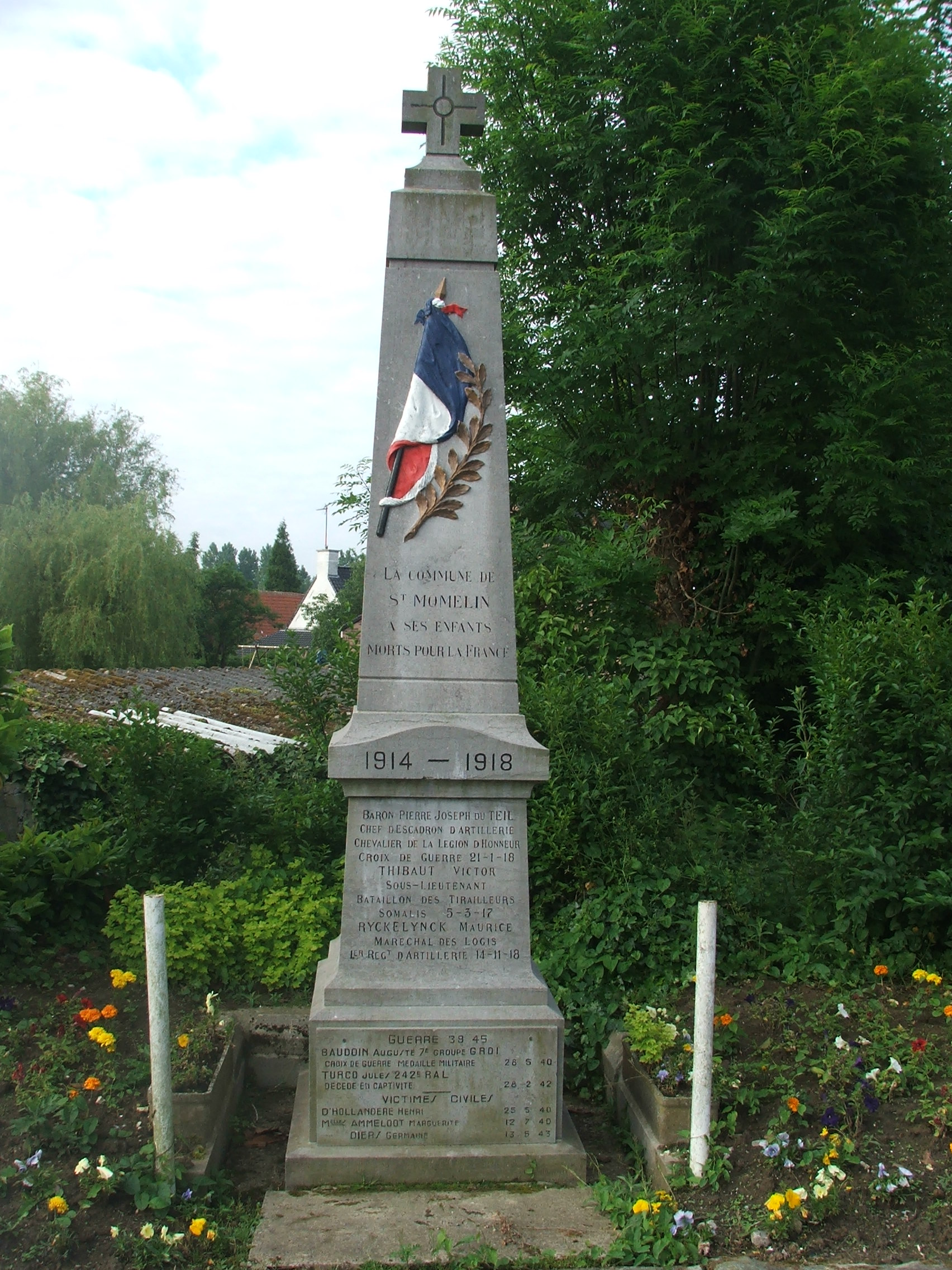
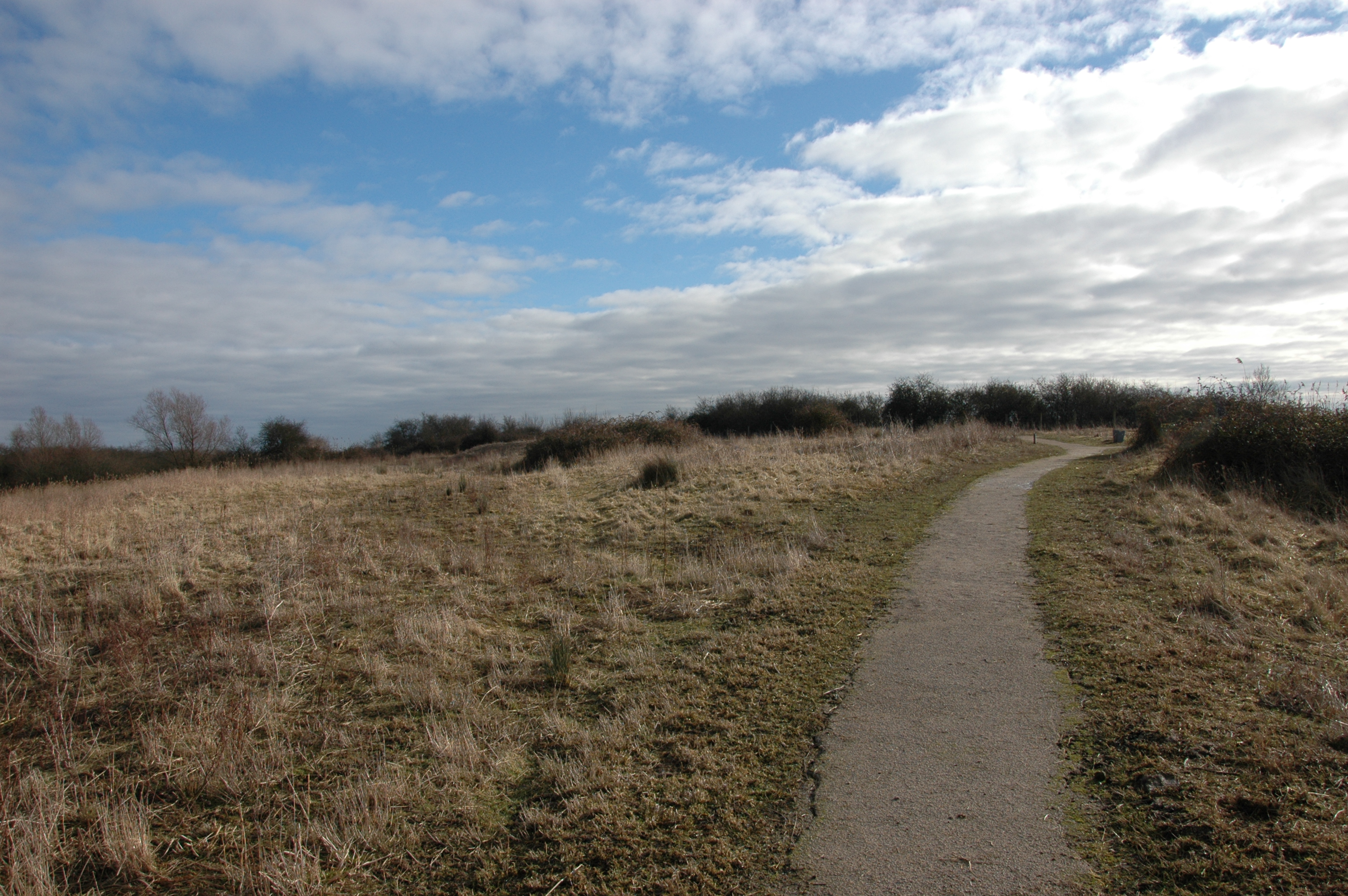

## Pour approfondir